# Cimarrón (Colorado)
Cimarrón es un lugar designado por el censo y oficina postal de los Estados Unidos de América en el condado de Montrose en el estado de Colorado en EE. UU.. El apartado postal del puesto postal de Cimarrón es el 81220.
Cimarrón es una pequeña comunidad en la cuenca del río Cimarrón al sur del parque nacional Cañón Negro del Gunnison, en las afueras del Área Recreacional Nacional de Curecanti. La D & RG Narrow Gauge Trestle cruza la garganta del río Cimarrón al noreste del pueblo homónimo y se localiza entre los Lugares Históricos del Registro Nacional (#76000172).

## Geografía
Cimarrón se localiza en la siguiente coordenada 38°26′30″N 107°33′22″O / 38.44167, -107.55611 (38.441758,-107.555981).

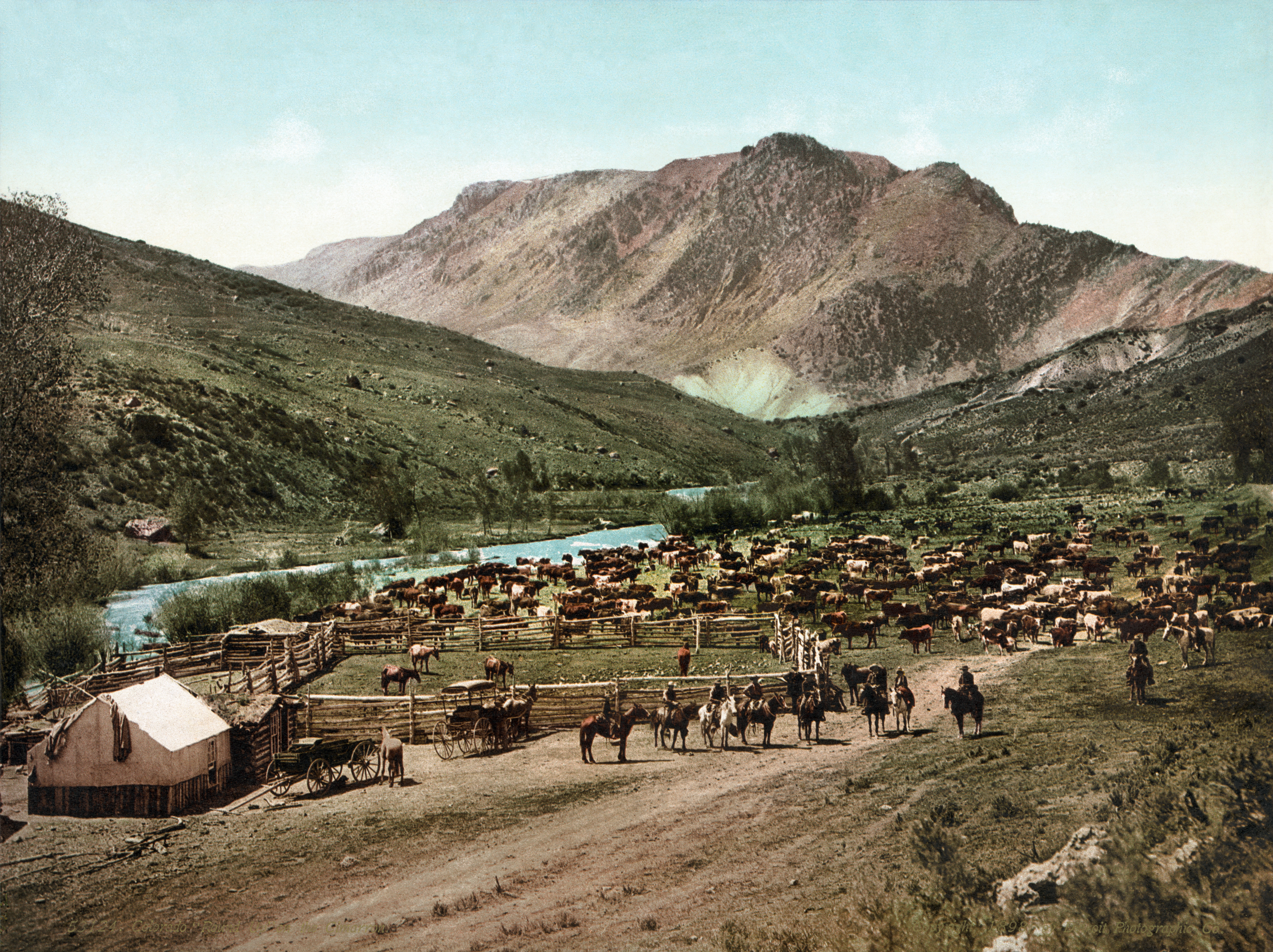
Encierro en un rancho al sur del pueblo en el año 1898.